# アリー・サイヤード・シーラーズィー

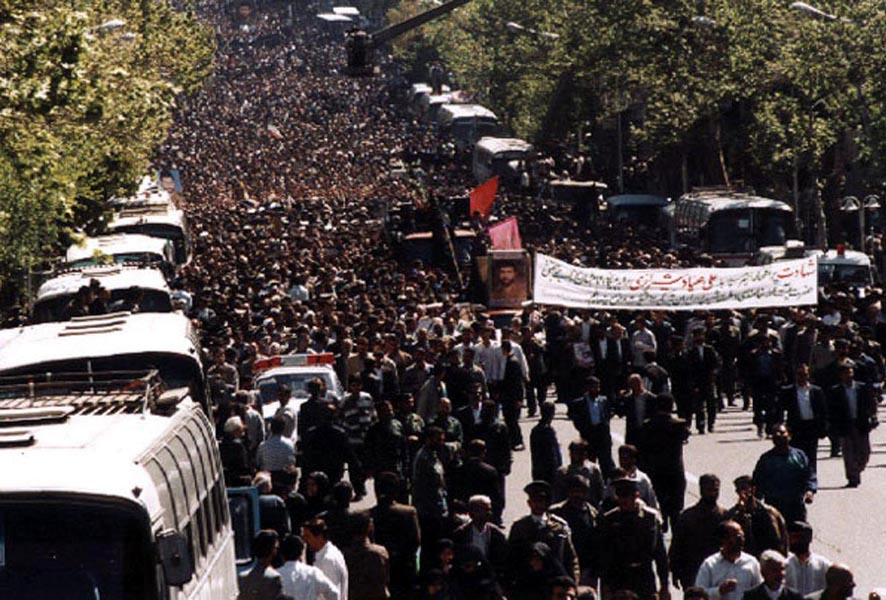
Ali Sayad Shirazi将軍の葬儀中のイラン人

アリー・サイヤード・シーラーズィー（ペルシア語: علی صیاد شیرازی; ‘Alī Ṣaiyād Shīrāzī、1944年 - 1999年4月10日）は、現在のラザヴィー・ホラーサーン州キャブード・ゴンバドに生まれたイランの軍人。父親は軍人で、アリー・サイヤード・シーラーズィーも1964年、士官候補生として軍に入隊、その後少尉に任官。1974年には、訓練・教育のためアメリカ合衆国に留学した。その後イランに帰国すると、反シャー活動に参画し、イスラーム革命運動に加わり投獄される。革命後はイラン軍における著名な将軍となった。

## イラン・イラク戦争
イラン・イラク戦争にあって、サイヤード・シーラーズィーはイラン軍における主要将軍の一人となった。8年間にわたるイラクとの戦争におけるイラン側の勝利の多くは彼の指揮によるものである。1981年、最高指導者・アーヤトッラー・ホメイニーはイラン陸軍の司令官に任命。1982年中には、サイヤード・シーラーズィーを著名にした多くの作戦に従事した。ファトホル＝モビーン作戦では革命防衛隊とバスィージを指揮し、イラクの「突破不能な」防衛線を破ってイラク軍をデズフール - シューシュ戦域から駆逐。同作戦はイラン・イラク戦争における初めてのイラン軍の勝利となり、大方からイラン・イラク戦争におけるターニングポイントとして認識されている。バスラ攻略を目指すラマダン作戦ではサイヤード・シーラーズィーは次のように言っている。
| 「 | 我らは戦いを続ける。サッダームが打倒されるまで。カルバラーで、そしてエルサレムでの我らの礼拝を可能とするために | 」 |

1988年、サッダーム・フセインの援助を受けたモジャーヘディーネ・ハルグがイラン西部を攻撃、ケルマーンシャーでイラン軍は戦った。准将アリー・サイヤード・シーラーズィーの指揮の下、メルサード作戦でイラン軍は反撃。敵軍を壊滅させている。1989年にはイラン陸軍最高の勲章ファトフ勲章を受章している。

## 暗殺
1999年4月10日、現地時間6時45分、サイヤード・シーラーズィーは仕事のため家を出たところで暗殺され、現在は殉教者として扱われる。モジャーヘディーネ・ハルグはメルサド作戦におけるモジャーヘディーネ・ハルグ勢力の破壊に対する報復であるとの犯行声明を発した。サイヤード・シーラーズィーの殉教について最高指導者アリー・ハーメネイーは次のように述べている。
| 「 | 信仰篤く勇敢なるイスラーム軍の指揮官にして、宗教と聖なるコーランの献身的兵士は殉教を得た。犯罪的で残忍かつ不名誉なモナーフィギーンな偽善者の手にかかったのである。このことは最初でもなければ最後でもない。信仰篤く神への信仰の気高さを愛する者は、これまでも殉教してきた。汚れて堕落し犯罪的な雇われ人の手によって。この者たちはイスラームの敵に貢献することによってのみ生計を立てなければならない者たちだ。フーゼスターンの熱こもる平原、コルデスターンのそびえる山は、勇敢にして忍耐強い男の覚悟と献身の舞台だった。彼は8年の聖なる防衛の時代に、勇気と自己犠牲による多くの思い出を残したのである | 」 |

大統領モハンマド・ハータミーも彼を讃えて「イスラームの献身的指揮官にして、イランの誇るべき息子」と語っている。

## 記念
サイヤード・シーラーズィーの名は多くの街路・建築に用いられており、テヘランの高速道路サイヤード・シーラーズィー高速などがある。

## 註
1. 1 2 3 4  AFP (1999年4月10日). “Top Iranian General Killed in Tehran”. Representative Office of The National Council of Resistance of Iran 2008年2月6日閲覧。
2. 1 2 3  “Martyrdom of Sayad Shirazi” (English).  IRIB. 2008年2月6日閲覧。
3. ↑  Iran Zamin News Agency (1999年4月10日). “Khatami Heaps Praise on Criminal Sayyad Shirazi”. Representative Office of The National Council of Resistance of Iran 2008年2月6日閲覧。
4. ↑  “Sayad Shirazi Highway”